# Glykogensyntas
Glykogensyntas är ett av flera enzym som är involverade i arbetet då glukos omvandlas till glykogen. Det konverterar det överskott av glukos som finns i celler till polysackariden glykogen, som är en intracellulär lagringsform av glukos. Glykogensyntas är ett nyckelenzym i glykogenesen.
Reaktionen är:
Glukos-1-fosfat + UTP genererar:
2 Pi + UDP-glukos, som kombineras med en glykogenkedja vilket ger:
UDP + glykogenkedja förlängd med 1 glukos-molekyl.